# Ingegneria idraulica

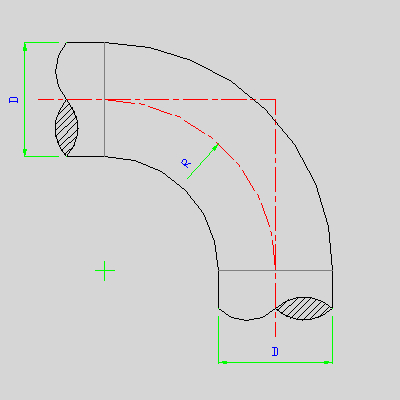
Curva (Idraulica)

L'ingegneria idraulica è il ramo dell'ingegneria civile che si occupa dello studio dei fenomeni correlati alla statica e alla cinematica dei sistemi fluidi, in particolare l'acqua. I campi di studio sono molteplici: moti in pressione, moti a superficie libera, moti ondosi, trasporto di materiale solido, idrologia, moti di filtrazione. 

## Descrizione
Le conoscenze teoriche, ottenute da modelli matematici oppure mediante esperimenti su modelli fisici, vengono applicate nella progettazione delle opere idrauliche quali condotte, argini, opere di presa, opere di sbarramento, bacini di laminazione, fognature, aree umide, conche di navigazione, condotte, paratoie, sfioratori, impianti idroelettrici, opere di sollevamento, canali, porti, ecc. utilizzate per lo sfruttamento delle risorse idriche (produzione di energia elettrica, irrigazione, usi civili e industriali) e la difesa del territorio (bonifica idraulica, laminazione delle piene).
Da tale disciplina è derivata la recente ingegneria per l'ambiente e il territorio, specializzata nello studio dei fenomeni ambientali riguardanti le materie idrauliche, come il trasporto di inquinanti in campi fluidi.
L'ingegneria idraulica si suddivide in varie discipline, che tradizionalmente danno il nome ai corsi universitari del corso di laurea in ingegneria civile idraulica:
- Idraulica: si occupa dello studio dei campi fluidi monodimensionali, bidimensionali e tridimensionali, a moto uniforme, permanente oppure vario, in pressione oppure a superficie libera.

- Idrologia: si occupa dello studio delle precipitazioni sui bacini idrografici e della loro trasformazione in deflussi, superficiali e subsuperficiali.

- Costruzioni idrauliche: si occupano della progettazione delle opere idrauliche attraverso l'applicazione dei principi dell'idraulica e dell'idrologia.

- Costruzioni marittime: si occupano dello studio del moto ondoso e della progettazione delle opere marittime (porti, dighe, canali, moli)